# Блэйк, Джулия
Джулия Блэйк (англ. Julia Blake; род. 13 мая 1937 год, Лондон, Великобритания) — австралийская актриса театра, телевидения и кино английского происхождения. Наиболее известна по ролям в фильмах: «Люди Икс: Начало. Росомаха», «Аквамарин», «Патрик».

## Биография
Блэйк родилась в Лондоне. Она изучала драматургию в Бристольском университете, а в театре стала играть, переехав в Австралию. Вместе с мужем, австралийским актёром Терри Норрисом, вырастила троих детей, двое из которых (Джейн Норрис и Сара Норрис) тоже связали свои жизни с кинематографом.

## Фильмография

### Фильмы
| Год  | Название                     | Роль                                        | Примечание             |
| ---- | ---------------------------- | ------------------------------------------- | ---------------------- |
| 1973 | Саломея                      |                                             | Короткометражный фильм |
| 1977 | Обретение мудрости           | Изабелла Шепард                             |                        |
| 1978 | Патрик                       | Старшая сестра Кэссиди                      |                        |
| 1978 | Запретный                    |                                             | Короткометражный фильм |
| 1979 | Моя блестящая карьера        | Мама                                        |                        |
| 1979 | Снимок                       | Миссис Бейли                                |                        |
| 1982 | Одинокие сердца              | Памела                                      |                        |
| 1983 | Человек цветов               | Преподаватель искусства                     |                        |
| 1984 | Моя первая жена              | Кирстин                                     |                        |
| 1985 | Непристойная страсть         | Надзирательница                             |                        |
| 1986 | Кактус                       | Выступающая в клубе?                        |                        |
| 1987 | Путешествие на север         | Франсес                                     |                        |
| 1988 | Джорджия                     | Элизабет                                    |                        |
| 1990 | Отец                         | Айя Зетник                                  |                        |
| 1995 | Грибы                        | Фло                                         |                        |
| 1996 | Отель любви                  | Эдит Данн                                   |                        |
| 1999 | Страсть                      | Королева Александра                         |                        |
| 2000 | Невинность                   | Клэр                                        |                        |
| 2004 | Человеческое прикосновение   | Мать Анны                                   |                        |
| 2005 | Три доллара                  | Мать Тани                                   |                        |
| 2006 | Аквамарин                    | Бабушка Мэгги                               |                        |
| 2006 | Курганы                      | Бонни                                       | Короткометражный фильм |
| 2009 | Люди Икс: Начало. Росомаха   | Хизер Хадсон                                |                        |
| 2009 | Мальчики возвращаются        | Барбара                                     |                        |
| 2010 | Соответствие Джека           | Клео                                        |                        |
| 2010 | Не бойся темноты             | миссис Андерхилл                            |                        |
| 2012 | Последний танец              | Ула Липпманн                                |                        |
| 2015 | Реальный мир                 | Гамма                                       |                        |
| 2015 | В поисках Грейс              | Нелл Норрис                                 |                        |
| 2015 | Целая вечность               | Сара                                        |                        |
| 2015 | Месть от кутюр               | Ирма Альманах                               |                        |
| 2017 | Танцевальная академия: Фильм | Художественный руководитель Джульетта Джонс |                        |
| 2020 | Город тайн                   | Барб Хадлер                                 |                        |

### Телевидение
| Год       | Название                            | Роль                            | Примечание |
| --------- | ----------------------------------- | ------------------------------- | --- |
| 1963      | Горячие картофельные мальчики       | Гонконг Анна                    | Телевизионный спектакль |
| 1964      | Обнаженная со скрипкой              | Памела                          | Телевизионный спектакль |
| 1963-1964 | Обдумайте свой вердикт              |                                 | Телесериал; Эпизоды: - Королева против Кэмпбелла (1963) - Королева против Грейсона (1964) |
| 1964      | Комната губки                       | Хилари                          | Телевизионный фильм |
| 1971-1975 | Полиция Мэтлока                     | Эйприл Симпсон/Джин Вильямс     | Телесериал; Эпизоды: - Помогите (1973) — Джин Вильямс - Не забывай меня (1975) — Эйприл Симпсон |
| 1969-1975 | Дивизия 4                           | Разные роли                     | Телесериал; Эпизоды: - Прощай, маленький Чикаго (1969) — Стелла Палмер - Кузнечики (1973) — мать - Правила игры (1973) — Керри - Чистота стоит рядом с благочестием (1974) — старший сержант Джоан Палмер - Непригоден для дачи показаний (1975) — Беверли Лэнг - Путь Виккерса (1975) — сержант Джоан Палмер |
| 1964-1977 | Убийство                            | Джулиет Стейси                  | Телесериал; Эпизоды: - Плохо отзываться о мёртвых |
| 1967-1975 | Колокольчик                         | Элейн Томас                     | Телесериал; Снималась в 1972—1975 гг. в 677 эпизодах |
| 1977?     | Мойнихан                            | Таня Шоу                        | Телесериал; Эпизоды: - Солидарность навсегда (1977) - Джо Хилл не умер (1977) |
| 1978      | Против ветра                        | Повар                           | Мини-телесериал; Эпизоды: - Вопрос вины - Священник для Порки - Соглашение между должностными лицами и другими лицами - Дом на холме - Неожиданное лето |
| 1979      | Двадцать славных лет                | Ева Голдман                     | Телесериал; Эпизоды: - все |
| 1980      | Саранча и дикий мёд                 | Доктор Флетчер                  | Телесериал; Эпизоды: - И Дух, подобный голубю, спустился - Она не старая серая кобыла - Воскрешение |
| 1980      | Последний преступник                | Миссис Скотт                    | Мини-телесериал Эпизоды: - 1.1 - 1.2 - 1.3 - 1.4 |
| 1977-1984 | Полицейский участок                 | Разные роли                     | Телесериал; Эпизоды: - 1.70 (1978) — Кэтрин Мейнард - 1.96 (1978) — миссис Паркер - 1.207 (1980) — Лора Хьюитт - 1.208 (1980) — Лора Хьюитт - 1.283 (1981) — Джесси Бенсон - 1.284 (1981) — Джесси Бенсон - 1.319 (1981) — Элейн Дэвис - 1.320 (1981) — Элейн Дэвис                                           |
| 1981-1982 | Остров отдыха                       | Миссис Симпсон                  | Телесериал; Эпизоды: - Зак (1981) |
| 1981-1982 | Женщины Солнца                      | Миссис МакФи                    | Мини-телесериал; Эпизоды: - Майдина, Тень (1982) |
| 1983      | Под знаком козерога                 | Милли                           | Мини-телесериал; Эпизоды: - 1.1 - 1.2 |
| 1983-1984 | Закон Карсона                       | Мисс Бисли/Мисс Хильда Денистон | Телесериал; Эпизоды: - Вечеринка (1983) — мисс Бисли - Лучшие продуманные планы (1983) — мисс Бисли - Игры власти (1984) — мисс Хильда Денистон - Прелюдия (1984) — мисс Хильда Денистон |
| 1985      | Семья зоопарка                      | Миссис Уотсон                   | Телесериал; Эпизоды: - Возвращаюсь Домой |
| 1985      | Победители                          | Исправившийся грешник           | Телесериал; Эпизоды: - Разносчик Газет |
| 1985      | Парни из Данеры                     | Мама                            | Мини-телесериал; Эпизоды: - 1.1 - 1.2 |
| 1986      | Меч чести                           | Джин Роджерс                    | Мини-телесериал; Эпизоды: - 1.1 - 1.2 - 1.3 - 1.4 |
| 1979-1986 | Заключённый                         | Разные роли                     | Телесериал; Эпизоды: - с 3.10 по 3.14 (1981) — Эвелин Рэндалл - с 5.78 по 5.81 (1983) — Элис Доддс - с 8.1 по 8.62 (1986) — Нэнси МакКормак |
| 1988      | Эдены потеряны? (англ.Edens lost)   | Ева                             | Телевизионный фильм |
| 1989      | Судья                               | Джин Шоу                        | Мини-телесериал; Эпизоды: - Часть один - Часть два |
| 1996      | Поющие в терновнике: Пропавшие годы | Фи Клирли                       | Телевизионный фильм |
| 1998      | Сведённый с ума                     | Мисс Бэйкер                     | Телесериал; Эпизоды: - Едва ли здесь |
| 1998      | Трудная женщина                     | Миссис МакКензи                 | Мини-телесериал; Эпизоды: - Трудная женщина - 1.1 - 1.2 |
| 1998-2019 | Преображение                        | Тензин Джецунма                 | Телесериал; Эпизоды: - Манна Небесная (1999) |
| 1994-2006 | Блу хилеры                          | Дороти Робертс                  | Телесериал; Эпизоды: - Бродячие Собаки (2001) |
| 2003      | Лес                                 | Марго                           | Телевизионный фильм |
| 1998-2009 | Все святые                          | Эвелин Ульрих                   | Телесериал; Эпизоды: - Место в Сердце (2004) |
| 2004      | Участь Салема                       | Эва Прунье                      | Мини-телесериал; Эпизоды: - 1.1 - 1.2 |
| 2006      | Убийства в обществе                 | Маргарет Уэльс-Кинг             | Телевизионный фильм |
| 2007      | Развод по-голливудски               | Миссис Калдекотт                | Мини-телесериал; Эпизоды: - Час 1 - Час 6 - Час 7 |
| 2007-2011 | Отдел убийств                       | Хильда Конвей                   | Телесериал; Эпизоды: - Возвращение (2007) |
| 2008-2011 | Постель из роз                      | Минна Франклин                  | Телесериал; Эпизоды: - все |
| 2011-2016 | Победители и проигравшие            | Гвен Армстронг                  | Телесериал; Эпизоды: - Счастье — это Иллюзия |
| 2012      | Заговор 365                         | Мельба Снайп                    | Телесериал; Эпизоды: - Апрель |
| 2013      | Уборщики                            | Аллегра Скалетта                | Мини-телесериал; Эпизоды: - Следующий Шафер |
| 2012-2015 | Леди-детектив мисс Фрайни Фишер     | Хилли МакНастер                 | Телесериал; Эпизоды: - Сундук Мертвеца (2013) |
| 2012-2017 | Отчаянные домохозяева               | Эдит Бенсон                     | Телесериал; Эпизоды: - 4.8 (2015) |

## Награды и номинации
| Награда      | Год  | Категория                               | Название работы       | Результат | Источник |
| ------------ | ---- | --------------------------------------- | --------------------- | --------- | -------- |
| Silver Logie | 2009 | Самая выдающаяся актриса                | Постель из роз        | Номинация | [ 5 ]    |
| Премия IF    | 2000 | Лучшая женская роль                     | Невинность            | Победа    | [ 5 ]    |
| Премия FCCA  | 2001 | Лучшая женская роль                     | Невинность            | Победа    | [ 5 ]    |
| Премия AFI   | 1987 | Лучшая актриса главной роли             | Путешествие на север  | Номинация | [ 5 ]    |
| Премия AFI   | 1989 | Лучшая женская роль в мини-сериале      | Edens Lost            | Победа    | [ 5 ]    |
| Премия AFI   | 1990 | Лучшая женская роль второго плана       | Отец                  | Победа    | [ 5 ]    |
| Премия AFI   | 2000 | Лучшее исполнение актрисой главной роли | Невинность            | Номинация | [ 5 ]    |
| Премия AFI   | 2010 | Лучшая актриса второго плана            | Мальчики возвращаются | Номинация | [ 5 ]    |
| Премия AFCA  | 2017 | Лучшая актриса второго плана            | Целая вечность        | Номинация | [ 5 ]    |